# Planet Hollywood Resort & Casino
Плане́та Голливу́д (англ. Planet Hollywood Resort & Casino) — гостиница-казино в Лас-Вегас-Стрип, расположенная в неинкорпорированной местности Парадайз, штат Невада, США. Hilton Hotels совладелец части имущества, известный как Elara.

## История

### Tally-Ho и King’s Crown

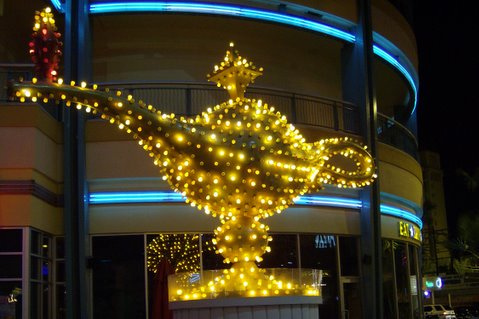
«Лампа Аладдина» сейчас часть Неонового музея

Первоначально отель был открыт в 1963 году под названием Tally-Ho. Переименование в King’s Crown в 1964 году через шесть месяцев обернулось неудачей, когда он был лишён игровой лицензии. В 1966 году отель был куплен Милтоном Преллом и получил $3 млн на реконструкцию, включая 500 новых мест выставочного зала Baghdad Theater. Прелл превратил англо-тематический отель в арабскую «Тысячу и одну ночь», но сохранил первоначальный вид комнат в стиле Тюдоров. Был добавлен 15-этажный резной замок за $750 тыс. и «Лампа Аладдина».

### Aladdin
Aladdin открылся 31 марта 1966 года.

## Britney: Piece of Me
Начиная с декабря 2013 года, Planet Hollywood станет местом проведения серии концертов американской певицы Бритни Спирс под названием Britney: Piece of Me.

## Planet Hollywood в кинематографе
- Казино было задействовано в съёмках фильма «Красиво уйти» (1979).